# Humancé
Humancé (también humanzee, manpanzee o chuman) es un híbrido hipotético de chimpancé y humano, por lo tanto, una forma de híbrido humano-animal. El biólogo soviético Ilya Ivanovich Ivanov en la década de 1920, y posiblemente investigadores en China en la década de 1960, hicieron intentos serios para crear un híbrido de este tipo, aunque ninguno tuvo éxito. El acrónimo humancé para un híbrido humano-chimpancé parece haber entrado en uso en la década de 1980.

## Posibilidad
La posibilidad de híbridos entre humanos y otros simios se ha considerado al menos desde la época medieval; San Pedro Damián (siglo XI) afirmó haber sido informado de la descendencia de una mujer humana que se había apareado con un simio, y también Antonio Zucchelli, un fraile capuchino franciscano italiano que fue misionero en África desde 1698 hasta 1702, y Sir Edward Coke en "The Institutes of the Lawes of England".
Los chimpancés y los humanos están estrechamente relacionados, comparten el 95% de su secuencia de ADN y el 99% de las secuencias de ADN codificante. Se ha documentado la hibridación entre chimpancés y bonobos, ya que comparten el 99,6% de sus genomas. Sin embargo, la similitud genética y, por lo tanto, las posibilidades de una hibridación exitosa, no siempre se correlacionan con las apariencias visuales. Por ejemplo, los pugs y los huskies se ven bastante diferentes, pero pertenecen a la misma especie y subespecie y pueden hibridarse libremente. Por otro lado, los conejos y las liebres se ven muy similares, pero solo están relacionados de manera lejana y no pueden hibridarse.
Todos los grandes simios tienen una estructura genética similar. Los humanos tienen un par de cromosomas menos que otros simios, ya que los humanos tienen 23 pares de cromosomas y los chimpancés tienen 24, [ con los cromosomas 2 y 4 de los simios fusionados en el genoma humano en un cromosoma grande (que contiene restos del centrómero y los telómeros de los ancestrales 2 y 4). Los cromosomas 6, 13, 19, 21, 22 y X son estructuralmente iguales en todos los grandes simios. Los cromosomas 3, 11, 14, 15, 18 y 20 coinciden entre gorilas, chimpancés y humanos. Los chimpancés y los humanos coinciden en 1, 2p, 2q, 5, 7–10, 12, 16 e Y también. Algunas referencias más antiguas incluyen Y como una coincidencia entre gorilas, chimpancés y humanos, pero recientemente se descubrió que los chimpancés, los bonobos y los humanos comparten una gran transposición del cromosoma 1 a Y que no se encuentra en otros simios.
El grado de similitud cromosómica entre los simios es aproximadamente equivalente al que se encuentra en los equinos. La interfertilidad de caballos y burros es común, aunque la esterilidad de las crías (mulas) es casi universal (con solo alrededor de 60 excepciones registradas en la historia equina). Complejidades similares y esterilidad prevalente pertenecen a los híbridos caballo-cebra, o zebroide, cuya disparidad cromosómica es muy amplia, con caballos típicamente teniendo 32 pares de cromosomas y cebras entre 16 y 23 dependiendo de la especie. En un paralelo directo con el caso chimpancé-humano, el caballo de Przewalski (Equus ferus przewalskii) con 33 pares de cromosomas, y el caballo doméstico (E. f. caballus) con 32 parejas, se ha descubierto que son interfértiles y producen descendencia semifértil: los híbridos machos pueden reproducirse con hembras de caballo doméstico.
En 1977, el investigador J. Michael Bedford descubrió que el esperma humano podía penetrar las membranas protectoras externas de un óvulo de gibón. El artículo de Bedford también afirmó que los espermatozoides humanos ni siquiera se unirían a la superficie de la zona pelúcida de los primates no hominoideos (babuino, mono rhesus y mono ardilla), concluyendo que aunque la especificidad de los espermatozoides humanos no se limita solo al Homo sapiens sapiens, probablemente esté restringida a los Hominoidea. Sin embargo, en la dirección opuesta a las especies estrechamente relacionadas, se ha encontrado que el esperma humano se une a los ovocitos de gorila con casi la misma facilidad que los humanos.
A veces es posible la hibridación entre miembros de géneros diferentes pero relacionados, como en el caso de la cama (camello y llama), el balfín (delfín nariz de botella común y falsa orca) y algunos híbridos de felinos, por ejemplo.

## Informes de intento de hibridación

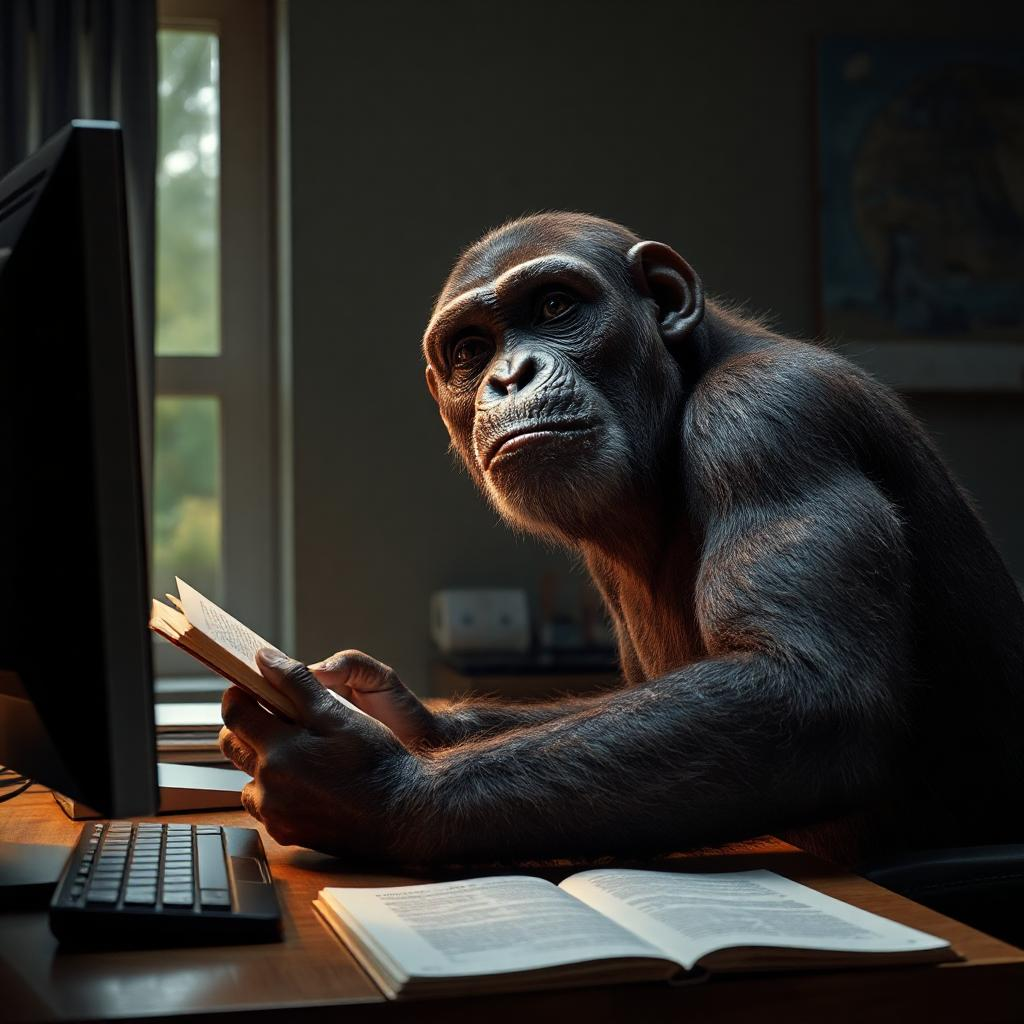
Ilustración de un humanzee: los simios inteligentes son uno de los temas principales de la franquicia El planeta de los simios'.

No ha habido especímenes verificados científicamente de un híbrido humano-chimpancé, pero ha habido informes comprobados de intentos fallidos de crear uno en la Unión Soviética en la década de 1920, y varios informes sin fundamento sobre intentos similares durante la segunda mitad del siglo XX.
Iliá Ivanov fue la primera persona en intentar crear un híbrido humano-chimpancé mediante inseminación artificial. Ivanov esbozó su idea ya en 1910 en una presentación ante el Congreso Mundial de Zoólogos en Graz. En la década de 1920, Ivanov llevó a cabo una serie de experimentos que culminaron con la inseminación de tres chimpancés hembra con esperma humano, pero no logró un embarazo. Estos experimentos iniciales tuvieron lugar en la Guinea Francesa (A modo de comparación con las estadísticas de cama conocidas, en el caso del cruce camello macho-guanaco hembra, la probabilidad de que la inseminación condujera a un embarazo era de aproximadamente 1/6). En 1929 intentó organizar una serie de experimentos con esperma de simios no humanos y voluntarios humanos, pero se retrasó por la muerte de su último orangután. Al año siguiente cayó bajo la crítica política del gobierno soviético y fue condenado al exilio en Kazajistán; trabajó allí en el Instituto Veterinario-Zootécnico de Kazajistán y murió de un derrame cerebral dos años después.
En la década de 1970, un chimpancé llamado Oliver se popularizó como un posible "mutante" o incluso como un híbrido humano-chimpancé. Las afirmaciones de que Oliver tenía 47 cromosomas (punto medio entre los 46 normales de los humanos y los 48 de los chimpancés) fueron refutadas después de un examen de su material genético en la Universidad de Chicago en 1996. La morfología craneal, la forma de las orejas y las pecas de Oliver y la calvicie caen dentro del rango de variabilidad exhibido por el chimpancé común. Los resultados de estudios adicionales con Oliver se publicaron en el American Journal of Physical Anthropology.
En la década de 1980, hubo informes de un experimento de cruce entre humanos y chimpancés realizado en China en 1967, y sobre la reanudación planificada de tales experimentos. En 1981, se informó que Ji Yongxiang, director de un hospital en Shenyang, afirmó haber sido parte de un experimento de 1967 en Shengyang en el que una hembra de chimpancé había sido inseminada con esperma humano. Según este relato, el experimento fue interrumpido por la Revolución Cultural, con los científicos responsables enviados a labores agrícolas y la chimpancé embarazada de tres meses muriendo por negligencia. Según Timothy McNulty del Chicago Tribune, el informe se basó en un artículo del periódico Wenhui Bao de Shanghái. Se citó a Li Guong, de la oficina de investigación genética de la Academia China de las Ciencias, que confirmó tanto la existencia del experimento antes de la Revolución Cultural como los planes para reanudar las pruebas. 
En 2019, surgieron informes no confirmados de que un equipo de investigadores dirigido por el profesor Juan Carlos Izpisúa del Instituto Salk de Estudios Biológicos en los EE. UU. produjo con éxito la primera quimera humano-mono. Belmonte y otros habían producido previamente embriones de cerdos y ovejas que contenían un pequeño porcentaje de células humanas. Al igual que con esos embriones, a las quimeras humano-mono solo se les permitió desarrollarse durante unas pocas semanas. Aunque el desarrollo se detuvo antes de la formación de un sistema nervioso o de órganos, para evitar preocupaciones éticas más graves, se informó que la investigación se llevó a cabo en China para evitar problemas legales. Debido a la distancia evolutiva mucho mayor entre los humanos y los monos frente a los humanos y los chimpancés, se considera poco probable que los verdaderos híbridos humano-mono puedan llegar a término. Sin embargo, es factible que en estas quimeras se puedan cultivar órganos compatibles con seres humanos para trasplante.

## Evidencia de hibridación temprana de homínidos
Hay evidencia de un proceso de especiación complejo para la división Pan - Homo. Los diferentes cromosomas parecen haberse dividido en diferentes momentos, lo que sugiere que la hibridación a gran escala puede haber tenido lugar durante un período de hasta cuatro millones de años que condujo a la aparición de los distintos linajes de humanos y chimpancés hace seis millones de años.
La similitud del cromosoma X en humanos y chimpancés podría sugerir que la hibridación tuvo lugar hace cuatro millones de años. Sin embargo, otros mecanismos, como la selección natural en el cromosoma X en el último ancestro común chimpancé-humano, también pueden explicar el aparente breve tiempo de divergencia en el cromosoma X.
Se plantea la hipótesis de que las características peculiares de Homo naledi pueden deberse a que son descendientes de un evento de hibridación relativamente reciente entre Homo y Australopithecus.

## Humancés en la ficción
- Cromosoma 6 (1998) de Robin Cook.
- Hechos tocantes al difunto Arthur Jermyn y su familia (1920) de H. P. Lovecraft.
- Primogénito (1988) de la BBC.
- Las orquídeas de Stalin (2017) de Corinne De Vailly y Normand Lester. ISBN 978-2374532325.
- Next (2006) de Michael Crichton. ISBN 978-0060873165.
- Sims (2003) de F. Paul Wilson.
- Williamson (1946) de Henry S. Whitehead.
- En la producción para TV de 1988 First Born (Evolución: Experimento Mortal), un científico experimenta fecundar a una gorila con esperma humano, naciendo de dicho experimento un bebe mitad simio, mitad humano.[29]
- El incidente Darwin, manga de 2020 de Shun Umezawa